# Festival Internacional de Cinema d'Eivissa
El Festival Internacional de Cinema d'Eivissa (Eivissa International Film Festival, Eivissa IFF) és un certamen dedicat al cinema independent que se celebra cada primavera a l'illa d'Eivissa. Va néixer el 2007 sota la direcció de Xavier Benlloch, codirigit per Gail Fear, amb la intervenció de Daniel Benlloch i Jorge Benlloch com cofundadors i amb l'apadrinament de John Hurt, Terry Gilliam, Sir Alan Parker, i Ángela Molina. En la segona edició es van unir Nacho Cano i Antonio Isasi-Isasmendi com padrins i José Manuel Lorenzo com a president del comitè assessor. El 2009 es va unir al seu torn com padrina l'actriu Jacqueline Bisset.
Amb el lema The independent spirit, suggerit pel productor Jonathan Debin, el festival promou produccions independents d'arreu del món. El seu guardó i emblema és el Falcó d'Or, que representa un falcó marí, espècie que nia lliurement als penya-segats d'Eivissa i Formentera i que també rememora el Falcó Maltès de John Huston.

## Edició 2009
La III edició de l'Ibiza IFF es va celebrar del 27 de maig al 3 de juny. Es va inaugurar amb una festa homenatge a Federico Fellini coincidint amb el 50 aniversari del rodatge de La Dolce Vita, i va tenir a més un cicle dedicat a Terry Gilliam. Durant la seva estada a Eivissa, Gilliam, un dels padrins del festival, va confirmar la seva intenció de reprendre el rodatge de L'home que va matar Don Quixot a Espanya en 2010.
A més, va tenir entre els seus convidats el director de la Berlinale, Dieter Kosslick, que va recollir el Premi Vicent Ribas a la Promoció del Cinema en nom del festival alemany, en el que suposa el primer guardó que altre certamen atorga a l'esdeveniment berlinès.
De forma paral·lela a la secció competitiva, el festival va acollir per primera vegada els Eivissa Film Meetings (IFM), diverses jornades que van servir de punt de trobada entre professionals de la indústria del cinema per desenvolupar i intercanviar idees i productes audiovisuales.2
El III Eivissa IFF va tenir com a jurat al guanyador d'un Oscar Cuba Gooding Jr, el director escocès Bill Forsyth i el crític espanyol José Eduardo Arenas.

### Palmarès
Secció competitiva
- Millor pel·lícula - Li Tong, de Nian Liu
- Millor director - Nian Liu per Li Tong
- Millor actor - Nenad Jezdic per Tears for sale
- Millor actriu - Zhicun Zhao per Li Tong
- Millor actor de repartiment - Kang Yao per Li Tong
- Millor escenografia - Tears for sale
- Millor direcció de fotografia - Dark Streets
- Millor guió - Nian Liu per Li Tong
- Millor muntatge - Nian Liu i Kevin Fritz per Li Tong
- Millor banda sonora - George Accogny per Dark Streets
- Premi Especial del Jurat - Uros Stojanovic per Tears for sale
- Premi Especial Falcó d'Or - Nian Liu per Li Tong.

Premis Honorífics
- Premi Especial a l'Esperit Independent - La Milagrosa, de Rafa Lara
- Promoció del cinema "Premi Vicent Ribas" - La Berlinale

Premis Especials
- Premi Especial del Públic - A shine of rainbows, de Vic Sarin
- Premi Especial al millor director novell - Darren Grodsky i Danny Jacobs per Humboldt County

Secció Balearic Spirit El jurat d'aquesta secció va estar integrat per Antonio Isasi-Isasmendi i Carles Fabregat 
- Primer Premi - Microfísica, de Joan Carles Martorell

Accèssit - "Es ven", de Mapi Galán
Secció Videoclips El jurat d'aquesta secció va estar integrat per Michael Hoenig i Anjula Acharia-Bath 
- Millor vídeo - SIA Soon will be found, de Claire Carre
- Millors efectes especials - Kayne West, Welcome to the Heartbreak, de Nabil

## Edició 2008
En la seva II edició, el festival va tenir com a jurat a Michael Radford, Margarita Chapatte, Richard Kwietnioski i Uri Fruchtmann.

### Palmarès
Secció competitiva
- Millor curtmetratge - Tibor Martin per The power of free
- Millor edició - Fernando Villena per Battle in Seattle
- Millor guió - Boaz Yakima per Death in love
- Millor disseny de producció - Emeteu Frigate per Sleeping around
- Millor fotografia - Paolo Ferrari per Sleeping around
- Millor banda sonora - D. Barittoni i G. De Caterini per Sleeping around
- Millor actor de repartiment - Enrique Murciano per Mancora
- Millor actor - Josh Lucas per Death in love
- Falco D'or - Anna Galiena per Sleeping around
- Millor actriu - Jacqueline Bisset per Death in love
- Millor director - Marc Carniti per Sleeping around
- Millor pel·lícula - Battle in Seattle
- Premi especial del públic - Lilian i Pedro Rosado per La Mala
- Premi especial del jurat - Sleeping around

Premis honorífics
- Carrera cinematogràfica - Antonio Isasi-Isasmendi
- Premi Especial a l'Esperit Independent - Gerardo Olivares per 14 quilòmetres
- Promoció del cinema "Premi Vicent Ribas" - La Cinémathèque de la Danse de França

## Edició 2007
A la I edició de l'Ibiza IFF el jurat va estar presidit per Antonio Isasi-Isasmendi i integrat a més per Jonathan Debin, Michael Hoenig, Ronnie Taylor, Igor Fioravanti, Demián Bichir, Steve Norman, Anwen Rees Hurt, Timothy Burrill, Elfie A. Donnely i Paul Arata.

## Palmarès
Secció Competitiva
- Millor pel·lícula internacional - La caixa
- Millor pel·lícula coproduïda - The moon and the stars
- Millor director - Steve Barron per Choking man
- Millor director novell - A.J. Annila per Jade Warrior
- Millor actor - Toby Jones per infamous
- Millor actriu - Ángela Molina per La caixa
- Millor actor de repartiment - Alfred Molina per The moon and the stars
- Millor actriu de repartiment - Elvira Mínguez per La caixa
- Millor artista novell masculí - Octavio Gómez per Choking man
- Millor artista novell femenina - Eugenia Yuan per Choking man
- Millor escenografia - Jade Warrior
- Millor direcció de fotografia - Henri Blomberg per Jade Warrior
- Millor guió - Peter Barnes i Fabio Carpi per The moon and the stars
- Premi especial del jurat - Choking man
- Menció especial del jurat - California dreaming
- Premi Esperit Independent - Longest night in Shanghai
- Millor banda sonora - Nico MUHLY per Choking man

Premis Honorífics
- Carrera cinematogràfica - John Hurt
- Llibertat d'expressió - George Clooney per Good night, and good luck
- Promoció del cinema "Premi Vicent Ribas" - INCAA de l'Argentina
- Premi a la creativitat - Terry Gilliam